# Pawełki (województwo pomorskie)
Pawełki (niem. Pawelke) – nieistniejąca osada słowińska w Polsce położona w województwie pomorskim, w powiecie słupskim, w gminie Smołdzino, na Wybrzeżu Słowińskim i nad jeziorem Łebskim (obszar Słowińskiego Parku Narodowego).
Powstała prawdopodobnie w drugiej połowie XIX w. w wyniku rozbudowania na południe wsi Kluki na ziemiach majątku Smołdzino. Podlegała parafii luterańskiej Smołdzino. Należała do sołectwa Kluki  sołtysa.
W wyniku ucieczek i wysiedleń w okresie 1945–1955 osada wyludniła się, a zabudowania zburzono.